# Nathan Katz (judoka)
Nathan Katz (ur. 17 stycznia 1995) – australijski judoka. Dwukrotny olimpijczyk. Zajął siedemnaste miejsce w Rio de Janeiro 2016 i dziewiąte w Tokio 2020. Walczył w wadze półlekkiej.
Uczestnik mistrzostw świata w 2017, 2018, 2019 i 2021. Startował w Pucharze Świata w latach 2011-2018 i 2022. Zdobył złoty medal mistrzostw Oceanii w 2015, 2016 i 2017; piąty na mistrzostwach Azji i Oceanii w 2021. Mistrz Australii w 2018 i 2019 roku.
Pochodzi z rodziny żydowskiej. Jego brat Joshua Katz był olimpijczykiem w judo z Rio de Janeiro 2016, a matka Kerrye Katz brała udział w pokazowym turnieju w Seulu 1988.

## Letnie Igrzyska Olimpijskie 2016
| Konkurencja | Eliminacje          | Klas. końcowa |
| Konkurencja | Przeciwnik I        | Miejsce       |
| ----------- | ------------------- | ------------- |
| 66 kg       | Imad Bassou (MAR) P | 17.           |

## Letnie Igrzyska Olimpijskie 2020
| Konkurencja | Eliminacje            | Eliminacje              | Klas. końcowa |
| Konkurencja | Przeciwnik I          | Przeciwnik II           | Miejsce       |
| ----------- | --------------------- | ----------------------- | ------------- |
| 66 kg       | Juan Postigos (PER) Z | Baruch Shmailov (ISR) P | 9.            |